# 尼古拉·埃夫蒂梅斯库
尼古拉·埃夫蒂梅斯库（羅馬尼亞語：Nicolae Eftimescu；1927年3月1日—2006年1月6日），罗马尼亚上校，曾任罗马尼亚军队第一副总参谋长。1989年罗马尼亚革命时期，加入到罗马尼亚救国阵线一边，之后担任过布加勒斯特高级军事学院院长。